# Candidosi equina
La candidosi equina è un'infezione da funghi del genere Candida che colpisce gli zoccoli degli equini, in particolare nella zona del fettone. Il fungo è presente nell'ambiente naturale condiviso dai cavalli e preferisce aree fangose, la contrazione è quindi più probabile in ambienti malsani, umidi e carenti di ossigeno come ad esempio una stalla sporca.

## Sintomi
Il più evidente dei sintomi è l'odore di marciume percepibile durante la pulizia dello zoccolo. È inoltre chiaramente visibile una specie di pasta bianca dovuta alla decomposizione del fettone che diventa molto tenero e si sbriciola facilmente al contatto.
A questo stadio la postura del cavallo generalmente non subisce alcuna alterazione tuttavia, se trascurata, l'infezione potrebbe avanzare fino alle zone interne e sensibili dello zoccolo azzoppando il cavallo. Nei rari casi più gravi può aprirsi una ferita causando un'emorragia.

## Terapia
La terapia prevede una costante pulizia degli zoccoli, impacchi di acqua calda e disinfettante specifico e l'applicazione di antimicotici a base di iodio.
Tra i rimedi casalinghi vengono contemplati 
- impacchi di varechina diluita
- impacchi di una soluzione di zucchero e betadine
- aspirina polverizzata

è comunque sempre opportuno conoscere il parere di un veterinario.
In generale un cavallo affetto da candidosi va tenuto su terreni asciutti e puliti. La candidosi è relativamente facile da trattare benché, essendo una patologia comune, è facile che si ripresenti.